# Iglesia de San Miguel (Otal)
Se encuentra situada en el despoblado pirenaico de Otal, perteneciente al municipio de Broto, comarca de Sobrarbe, provincia de Huesca, Aragón, España.
Otal está emplazado a 1465 metros de altitud en la región conocida como Sobrepuerto, zona altamente montañosa y de difícil acceso en la que todos los pueblos se encuentran a más de 1000 metros.
Dista 38 kilómetros de Aínsa y 30 del parque nacional de Ordesa y Monte Perdido.
Ha sido declarada Bien de Interés Cultural (BIC) por la Diputación General de Aragón.

## Historia
Su origen se remonta posiblemente al siglo XI, aunque a partir del siglo XII sufrió diferentes reformas y fue progresivamente ampliada.
Fue concebida como un templo de nave rectangular, ábside semicircular y doble presbiterio atrofiado, pero las sucesivas intervenciones mantuvieron escasos elementos de la primitiva fábrica, como el ábside semicircular.
Algunos autores datan su construcción entre 1060 y 1070, aunque, como sucede en todas las iglesias del denominado "círculo larredense", continúa envuelta en la polémica respecto a su datación y filiación estilística. 
En 1982 la Asociación de Amigos de Serrablo lleva a cabo la restauración del tejado.

## Descripción
Templo de planta rectangular con cabecera semicircular orientada al este alzado en sillarejo en la cabecera y mampostería combinada con toscos y grandes sillares en el resto.
Consta de cabecera semicircular orientada al E, una nave principal, más otra en el costado sur, dos capillas laterales abiertas en el lado norte y una torre que monta sobre una de estas capillas.
En principio era un edificio de una sola nave, doble presbiterio atrofiado y ábside semicircular. A esa nave original se añadió por el costado S otra nave más estrecha y con cabecera recta, comunicada con la principal por dos arcos formeros. Al costado norte se abrieron dos capillas y posteriormente, la sacristía.
En el muro sur se abre la puerta en arco de medio punto, con grandes dovelas,  que arranca de un relieve en la base de las jambas con motivos de sogueado y de mútulos invertidos. En la clave presenta el anagrama IHS. 
La torre se eleva sobre la capilla del evangelio con sillares en la parte inferior y mampostería en el resto, formando un solo cuerpo . Al interior consta de tres pisos planos de madera. Se cubre con tejado de losa a cuatro aguas al exterior y  con cúpula semiesférica al interior.

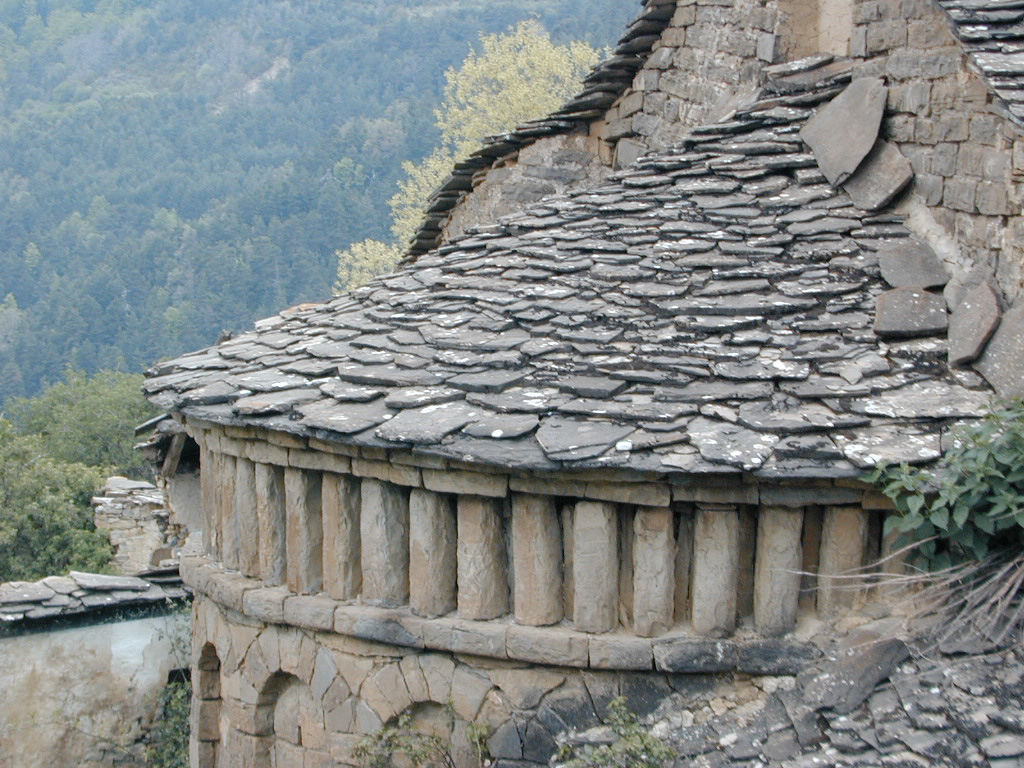
Detalle del ábside.

### Comentario estilístico
Posiblemente fue construida por un maestro del círculo larredense, constituyendo uno de los ejemplares característicos de la arquitectura religiosa de Serrablo.
Tal vez, su maestro fue el mismo que construyó la iglesia parroquial de Oliván, aunque la de Otal destaca de entre todas las iglesias del círculo larredense por su proximidad a las fórmulas constructivas lombardas. Probablemente, este modelo influyera en la construcción del ábside de la
iglesia de San Martín de Santa María de Buil.